# 哈罗德·格林伍德
哈罗德·格林伍德（英語：Harold Greenwood，1894年11月15日—1978年7月8日），生于加拿大安大略省，英国男子冰球运动员。他曾代表英国国家队参加1928年冬季奥林匹克运动会冰球比赛，获得第4名。